# アステリックスの冒険〜秘薬を守る戦い
『アステリックスの冒険〜秘薬を守る戦い』（アステリックスのぼうけん ひやくをまもるたたかい、Astérix et Obélix : Au service de Sa Majesté）は2012年のフランス・スペイン・イタリア・ハンガリーの冒険コメディ映画。
フランスの人気バンド・デシネシリーズ『アステリックス』を原作とする実写映画シリーズの4作目である。本映画シリーズでは、主人公アステリックスを演じる俳優は作品によって違っているが、相棒オベリックスはジェラール・ドパルデューが演じ続けている。
日本では劇場未公開だが、WOWOWで放送された他、2014年4月9日にDVDが発売された。

## ストーリー
古代ローマ時代を舞台に、飲んだ者が怪力になれる魔法の薬があるガリアの小さな村に住むアステリックスとその相棒オベリックスが、カエサル率いるローマ帝国軍とブリタンニアの戦いに巻き込まれる中で、様々なトラブルに見舞われる姿を描く。

## キャスト
- アステリックス（フランス語版）: エドゥアール・ベール
- オベリックス（フランス語版）: ジェラール・ドパルデュー
- ジョリトリックス: ギヨーム・ガリエンヌ
- グドゥリックス: ヴァンサン・ラコスト
- マッキントッシュ夫人: ヴァレリー・ルメルシエ
- カエサル: ファブリス・ルキーニ
- ブリタンニアの女王コルデリア: カトリーヌ・ドヌーヴ
- オフェリア: シャルロット・ル・ボン
- ルシウス・フイヌス: ジャン・ロシュフォール
- 赤髭: ジェラール・ジュニョ（フランス語版）
- 将軍: ルカ・ジンガレッティ
- ヤドゥタフ: ゲッツ・オットー
- アブララクルシクス（フランス語版）: ミシェル・デュショソワ
- 吟遊詩人のグループ: BBブリュンヌ
- 釈放されたブリタンニア女性: ドロレス・チャップリン（フランス語版）